# Mühlenbach, Luxemburg
Mühlenbach (luxemburgiska: Millebaach, franska: Muhlenbach) är en stadsdel i staden Luxemburg. Mühlenbach ligger 300 meter över havet och antalet invånare är 1 166.